# Ljushättad fnittertrast
Ljushättad fnittertrast (Trochalopteron elliotii) är en asiatisk fågel i familjen fnittertrastar inom ordningen tättingar.

## Utseende och läten
Ljushättad fnittertrast är en medelstor (23-25.5 cm), långstjärtad och gråbrun fnittertrast utan fjällighet eller fläckar. Pannan är ljusare brunt, ansiktet mörkare, ögat gulvitt och fjädrarna på örontäckare, strupe och bröst har vita spetsar. På vingen syns olivgula armpennor och inre handpennor, undergumpen och bakre flanker är kanelbruna medan stjärten är grå med vit spets och olivgula kanter. Sången är en klar och rätt ljus serie med tre visslande toner, beskrivna som ödsliga och frågande, på engelska återgett som "weir... tee... u...".

## Utbredning och systematik
Ljushättad fnittertrast förekommer i princip enbart i Kina, med utbredning från östra Qinghai och närliggande norra Gansu österut till sydvästra Nei Monggol, söderut till sydöstra Xizang, centrala Yunnan, västra Guizhou, södra Shaanxi och västra Hubei samt allra nordostligaste Indien i Arunachal Pradesh. Den behandlas oftast som monotypisk, men vissa urskiljer populationen i Gansu och östra Qinghai som underarten prjevalski.

### Släktestillhörighet
Tidigare inkluderas arterna i Trochalopteron i Garrulax, men genetiska studier har visat att de är närmare släkt med exempelvis prakttimalior (Liocichla) och sångtimalior (Leiothrix).

## Levnadssätt
Ljushättad fnittertrast hittas i buskområden, undervegetation och bambustånd vid eller ovan trädgränsen, men även i öppen lövskog, på mellan 1000 och 4200 meters höjd. Där ses den i par eller smågrupper, hoppande på marken på jakt efter insekter. Fågeln häckar mellan juni och september. Arten är en stannfågel.

## Status och hot
Arten har ett stort utbredningsområde och en stor population, men tros minska i antal på grund av habitatförstörelse och fragmentering, dock inte tillräckligt kraftigt för att den ska betraktas som hotad. Internationella naturvårdsunionen IUCN kategoriserar därför arten som livskraftig (LC). Världspopulationen har inte uppskattats men den beskrivs som vanlig i Kina och troligen sällsynt och lokal i Indien.

## Namn
Fågelns vetenskapliga artnamn hedrar den amerikanske ornitologen Daniel Giraud Elliot (1835-1915). Tidigare kallades den elliotfnittertrast även på svenska, men tilldelades 2024 ett mer informativt namn av BirdLife Sveriges taxonomikommitté. På svenska har den även kallats gulvingad fnittertrast.